# اتسلسروده
اتسلسروده (به آلمانی: Etzelsrode) یک شهر در آلمان است که در تورینگن واقع شده‌است. اتسلسروده ۱۰۱ نفر جمعیت دارد.